# Bexbach
Bexbach é uma cidade da Alemanha localizada no distrito de Saarpfalz, estado do Sarre.